# Jeri Taylor
Pour les articles homonymes, voir Taylor.
Jeri Taylor, née le 30 juin 1938 à Bloomington (Indiana) et morte le 24 octobre 2024 à Davis (Californie), est une productrice, scénariste de télévision et romancière américaine. Elle est principalement connue pour sa participation à la franchise Star Trek.

## Romans
- 1991 : Unification (Pocket Books,  (ISBN 0-671-77056-X))
- 1996 : Mosaic (Pocket Books,  (ISBN 0-671-56311-4))
- 1998 : Pathways (Pocket Books,  (ISBN 0-671-00346-1))